# Anoplophora amoena
Anoplophora amoena är en skalbaggsart som först beskrevs av Jordan 1895.  Anoplophora amoena ingår i släktet Anoplophora och familjen långhorningar. Inga underarter finns listade i Catalogue of Life.